# Ällsjön (Voxtorps socken, Småland)
Ällsjön är en sjö i Värnamo kommun i Småland och ingår i Lagans huvudavrinningsområde. Sjön är 6 meter djup, har en yta på 0,185 kvadratkilometer och befinner sig 153 meter över havet.

## Delavrinningsområde
Ällsjön ingår i det delavrinningsområde (632712-140188) som SMHI kallar för Mynnar i Skålån. Medelhöjden är 165 meter över havet och ytan är 4,14 kvadratkilometer. Det finns inga delavrinningsområden uppströms utan avrinningsområdet är högsta punkten. Vattendraget som avvattnar avrinningsområdet har biflödesordning 3, vilket innebär att vattnet flödar genom totalt 3 vattendrag innan det når havet efter 154 kilometer. Delavrinningsområdet består mestadels av skog (78 %). Avrinningsområdet har 0,18 kvadratkilometer vattenytor vilket ger det en sjöprocent på 4,4 %.